# Sautrantika
Sautrāntika – należy do wczesnych szkół buddyjskich. Oddzieliła się od sarvāstivādy w latach pomiędzy 50 p.n.e. i 100 n.e. Nazwa nawiązuje do autorytetu wczesnych pism (pali: sutta) kanonu palijskiego (pali: tipitaka) oraz odwrotu od ówcześnie nowych poglądów o metafizyce, etyce i psychologii i oznacza „tych, co opierają się na pismach sutt”. Obecnie traktowana jest jako jeden z poglądów do stopniowego zrozumienia natury rzeczywistości zwanej z sanskrytu siunjata.

## Opis doktryny
Sautrantika odrzucała ówczesną buddyjską wiedzę (pali: abhidhamma), traktującą o metafizyce, etyce i psychologii, na rzecz oryginalnych wcześniejszych pism (pali: sutta) kanonu palijskiego (pali: tipitaka). Abhidhamma bowiem nie była nauczana oryginalnie przez Buddę, ale później przez Arhatów, jego uczniów/uczennic, jako tylko komentarze.
Sautrantikowie uznawali, że świadomość (pali: vinnana) jest tym, co doświadcza samsary poprzez reprezentacje mentalne (pali: vijnapti). Pozostałe cztery khandhy rozpływają się w świadomości w chwili śmierci. Te siły tworzące (pali: samskara) są nietrwałe i zanikają zaraz po przeniesieniu się świadomości do innego ciała (reinkarnacja). Przy czym oni uznawali to istnienie rzeczywistych dharm reprezentacji mentalnych, lecz tylko w czasie teraźniejszym, po tym jak świadomość je zaprezentowała. Dopuszczali istnienie dharm w trzech czasach, ale miały to być nie te same dharmy; inne były w przeszłości, inne są w teraźniejszości i inne będą w przyszłości a świadomość ma w tym pośredniczyć (Wylie: bar du chod pa). W ten sposób wyjaśniało by to przyczynowość (pali: kamma), konsekwencje czynów.
Szkole tej przypisuje się duże znaczenie, gdyż stała się prekursorem czittamatry, będącej jedną z dwóch głównych doktryn mahajany.
Buddyzm tybetański obecnie rozróżnia etapy w stopniowych medytacjach na „pustość” (siunjata), gdzie sautrantrika znajduje się pomiędzy poglądem wajbaszika a czittamatra. Tutaj zaliczana jest ona do nauk hinajany tzw. poglądu śrawaki, podobnie jak szkoła wajbaszika. Wajbaszika, jako pierwszy etap w tych stopniowych medytacjach, przedstawia pogląd o ostatecznej naturze z trwałych niepodzielnie istniejących jednostek (Wylie: rtag dngos) jako najmniejszych cząsteczek składowych rzeczywistości doświadczanej poprzez świadomość. Sautrantrika, jako następny etap, naucza, że to co przejawia się jako „zewnętrzna rzeczywistość” jest niczym innym tylko własną projekcją mentalną (pali: vijnapti), niż faktycznym doświadczaniem „niepodzielnie istniejących cząsteczek” i w ten sposób tłumaczy jak możliwe jest doświadczanie, gdyż świadomość (pali: vinnana) nie jest różna w naturze od tego jej mentalnego doświadczenia. Czittamatra, jako trzeci etap, naucza, że nie ma oddzielnej od świadomości (lub jej projekcji wg sautrantiki) „zewnętrznej rzeczywistości”, a wszystko ma ostatecznie naturę umysłu, który „samoświadomy i samorozświetlający się” jest wolny od dualizmu doświadczającego i doświadczanego.

## Sautrantika a realizm świadomościowy
Sautrantika opisuje, że to, co przejawia się jako „zewnętrzna rzeczywistość”, jest niczym innym, tylko własną projekcją mentalną (pali: vijnapti), lub obrazem (sanskryt akara, Wylie: rnam pa) prezentowanym przez świadomość. Współcześnie Donald D. Hoffman, amerykański profesor psychologii poznawczej, reprezentuje podobny pogląd o nazwie realizm świadomościowy posługując się weryfikowalnymi matematycznymi modelami i wieloletnimi badaniami kogniwistycznymi. Wnioskuje, że istoty nie ewoluowały, aby postrzegać rzeczywistość taką jaką ona jest, ale by postrzegać tak, by tylko maksymalizować swoją skuteczność w przetrwaniu i rozmnażaniu. Takie doświadczanie to tylko „multimodalny interfejs użytkownika” (MUI), zgodnie z metaforą pulpitu komputerowego i jego ikon. Ikony pulpitu zapewniają funkcjonalny interfejs, dzięki czemu użytkownik nie musi już zajmować się całym działaniem komputera, jego elektronicznych podzespołów i przyłączy z całym internetem.
Realizm świadomościowy opisuje, że to świadomość każdej jednostki doświadcza siebie jako użytkownika a rzeczywistość wokół jako swój model MUI. Takich jednostek świadomościowych jest niezliczona ilość, i każdy doświadcza tylko innych jednostek, poprzez ten własny indywidualny model, w interakcjach z nimi niezliczonymi, jako swoją rzeczywistość. Jest to jednak uproszczone doświadczenie tylko modelu dla innych jednostek świadomościowych, niczym jednostkowych portali z nimi, a nie samych jednostek świadomościowych jako nieuwarunkowanych. Nie neguje to przyczynowości, konsekwencji czynów, jak również jest w sautrantice, gdzie (pali: kamma). Własny ukształtowany MUI jest wszak narażony na uszkodzenia, tak jak np. nie kasuje się na pulpicie ikony plików swojej kilkuletniej pracy. Dana jednostka świadomościowa jest nieuwarunkowana, a od pulpitu (MUI) przecież można odejść, że inni użytkownicy nie będą danego użytkownika już nigdy postrzegać, co analogią w santrantice do świadomości (pali: vinnana), która pozostaje po śmierci.
Poza jednostkami świadomościowymi nie ma więc żadnej materii, a nawet cała czasoprzestrzeń jest tylko ich indywidualnym MUI. Pogląd ten zarazem pozwala ominąć krytykę czittamatry. Owe jednostki świadomościowe mają bowiem tą samą ostateczną i nieuwarunkowaną naturę. Sautrantika również tłumaczy istnienie czasu za pośrednictwem świadomości.